# Дамократ (Аргос)
Вижте пояснителната страница за други значения на Дамократ.
Дамократ (на латински: Damokrates) е претендент за цар на Аргос от династията на Хераклидите през края на 8 век пр.н.е.
Неговият предшественик Мелт е свален от населението от трона през 8 век пр.н.е., прекратява се царството в Аргос и се въвежда демокрация. Вероятно е баща на Езон.